# Тишківська Слобода
Тишківська Слобода́ — село в Україні, у Краснопільській сільській громаді Гайсинського району Вінницької області. Розташоване за 18 км на схід від міста Гайсин та за 4,5 км автошляху М30. Населення становить 37 осіб (станом на 1 січня 2017 р.).

## Історія
7 (20) листопада 1917 року, відповідно до Третього Універсалу Української Центральної Ради, увійшло до складу Української Народної Республіки.

## Галерея

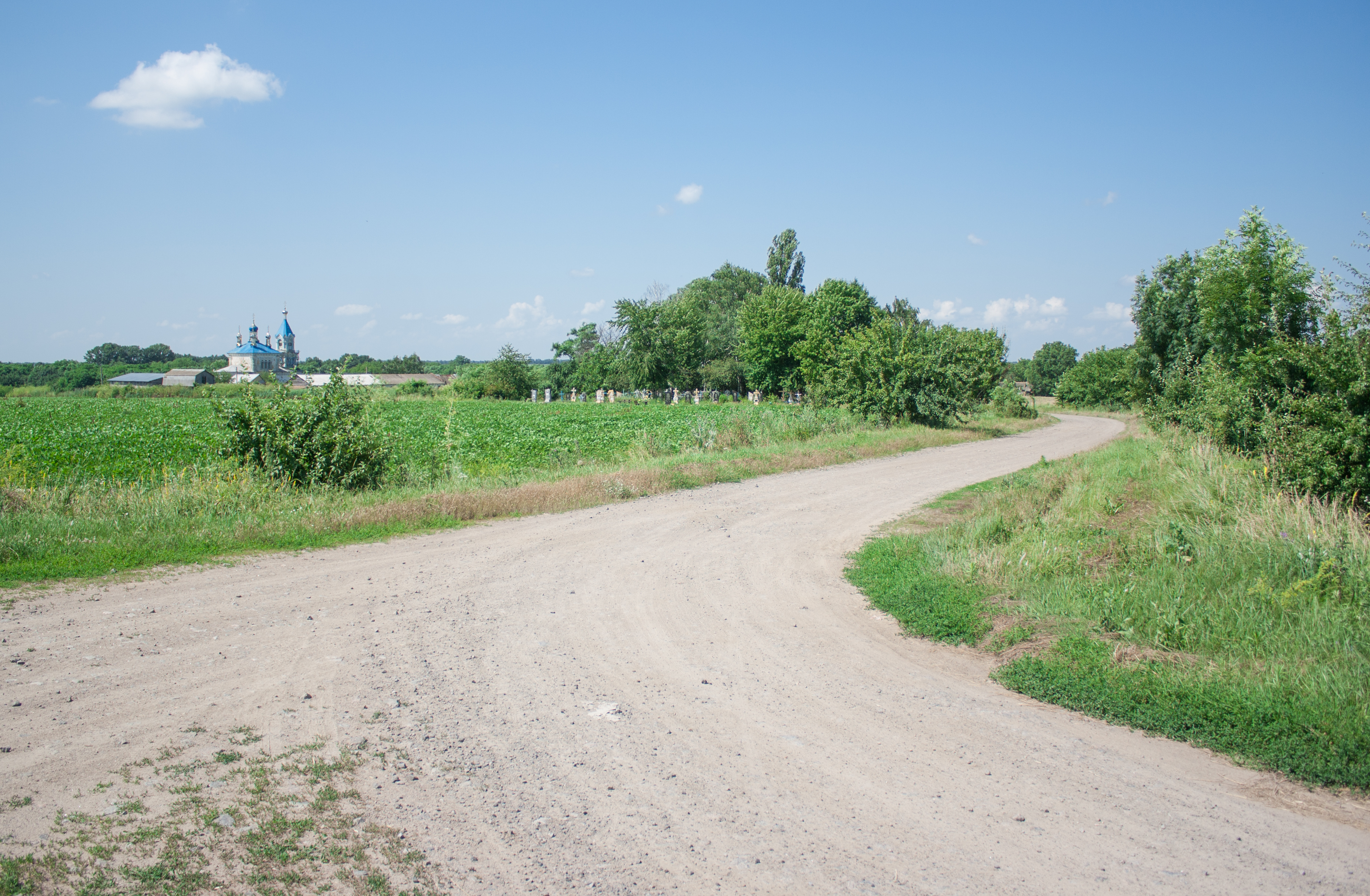
В'їзд у село
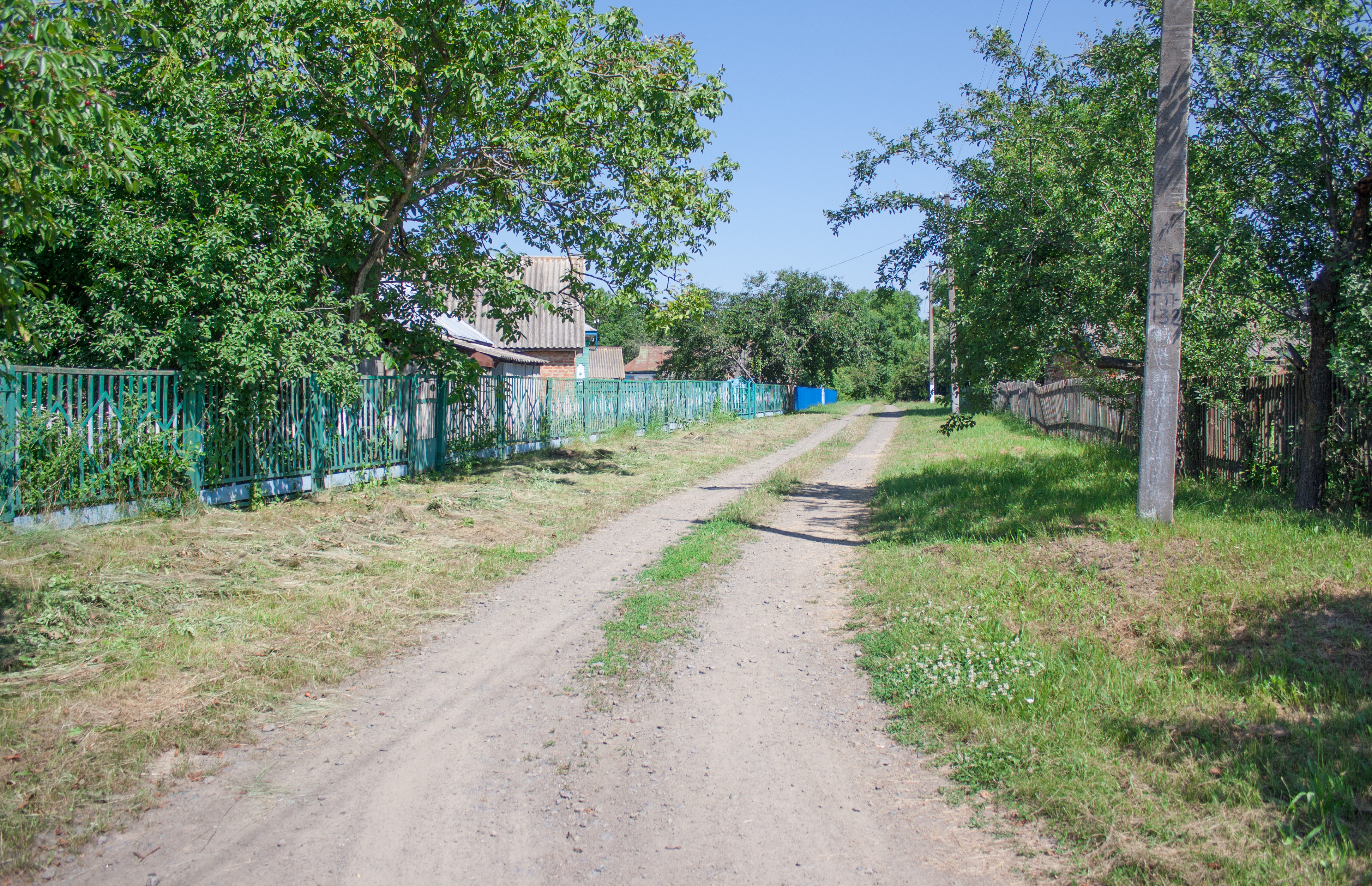
Вулиця
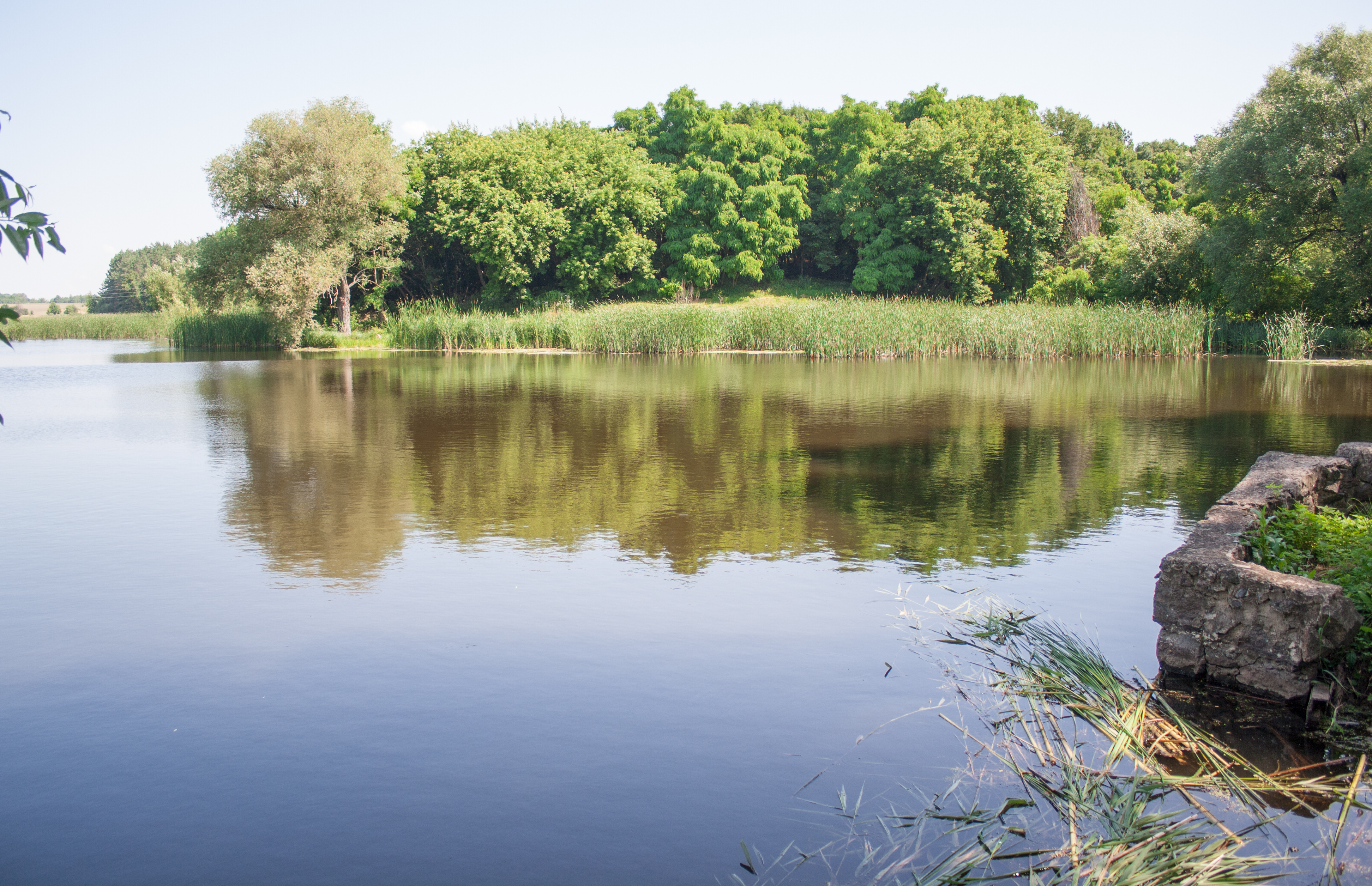
Ставок